# Pokrajina (ozemlje)
Pokrajina je večje ali manjše ozemlje, oblikovano glede na skupne vidne fizične značilnosti žive in nežive narave, ki se pogosto obravnavajo glede na njihovo estetsko vrednost. Pokrajina vključuje elemente fizične geografije, predvsem opredeljene topografske oblike, kot so vodovja, vreme kot tudi razne biotske in druge dejavnike, kot je avtohtona vegetacija, človeški vpliv na lokalno okolje in gospodarska izraba. Pokrajine, ki so navkljub prisotnosti človeka ohranile svojo izvirno podobo, odražajo sintezo antropološkega in naravnega delovanja, ki je ključnega pomena za lokalno tradicijo. Pri preoblikovanju pokrajine govorimo o krajinski arhitekturi.
Kadar so pokrajinski elementi pretežno ali popolnoma ohranjene, govorimo o naravni pokrajini, ki pa jo je moč le še redko najti v civiliziranem svetu; v Sloveniji le še v nekaterih predelih Kočevskega, Pokljuke in Pohorja, ter ob nekaterih predelih ob Muri. Nasprotno je kulturna pokrajina zaradi posegov doživela človeka večje ali manjše predrugačenje in se zato odmika od prvotne podobe.